# M.P. Shiel
M.P. Shiel, egentligen Matthew Phipps Shiell, född 21 juli 1865, död 17 februari 1947, var en brittisk författare av västindiskt ursprung. Han skrev romaner och noveller inom genrerna skräck och science fiction. Hans mest kända verk är romanen The Purple Cloud, vars första utgåva kom 1901.